# NGC 3000
NGC 3000 este o galaxie situată în constelația Ursa Mare. A fost descoperită în 25 ianuarie 1851 de către William Parsons, 3rd Earl of Rosse⁠(d).